# Thalictrum oligandrum
Thalictrum oligandrum är en ranunkelväxtart som beskrevs av Carl Maximowicz. Thalictrum oligandrum ingår i släktet rutor, och familjen ranunkelväxter. Inga underarter finns listade i Catalogue of Life.